# Crocotta

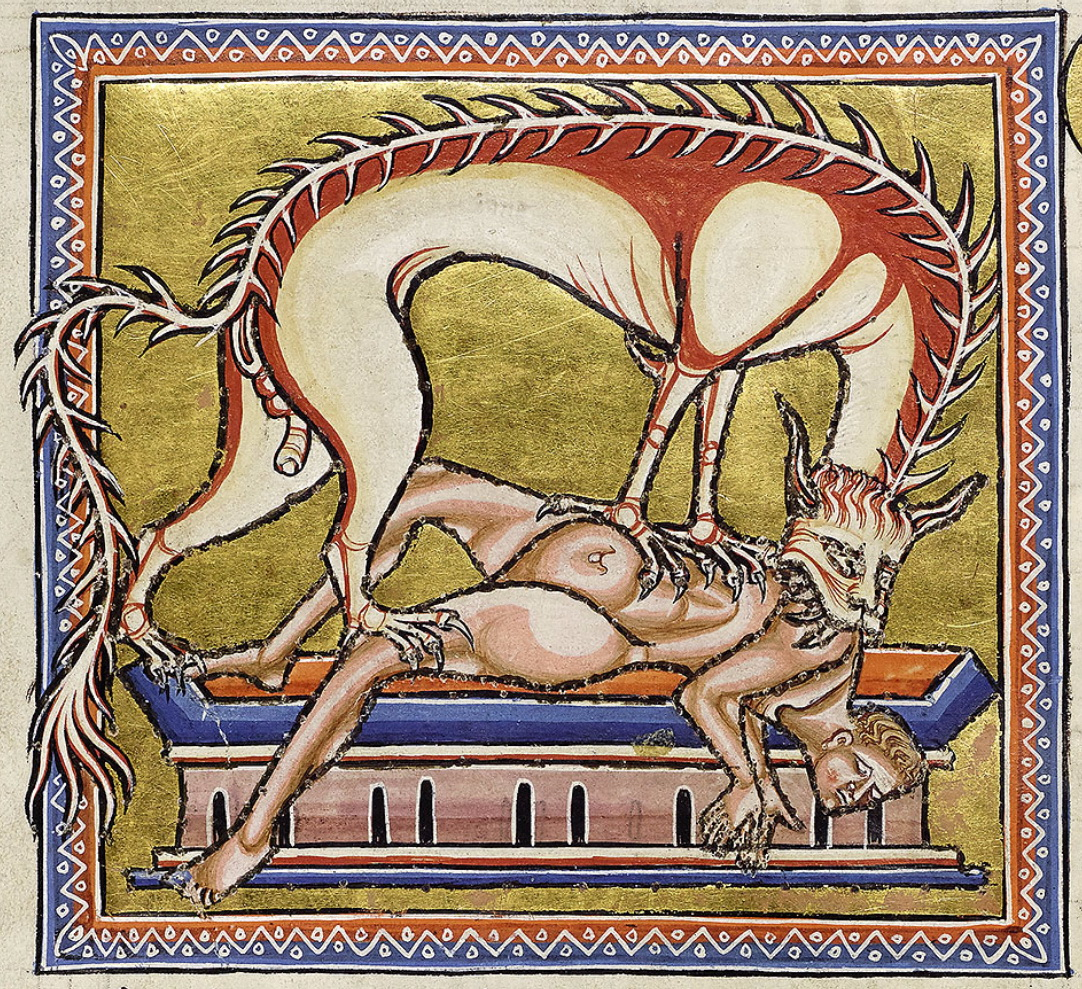
Afbeelding uit het Aberdeen Bestiarium

De crocotta is een fabeldier en wordt ook wel corocotta, crocuta of yena genoemd. De crocotta heeft het lichaam van een hert, gespleten hoeven en het hoofd van een hyena of das. Dit gulzige dier is een dodelijke vijand van mens en hond. Het zou van kleur en geslacht kunnen veranderen. Als dit wezen paart met een ander dier, is het resultaat de antilopeachtige leucrota.
Het graaft lijken op en belaagt ’s nachts boerderijen. Om honden te lokken, imiteert hij het geluid van een brakende man en verslindt het dier vervolgens. Soms verbergt het zich in de struiken, en hoort dan de boeren elkaar bij naam noemen. De crocotta roept die naam dan en lokt zo de boer verder het bos in. Diep in het bos eet hij de man op. Dieren die om hem heen willen lopen, raken verstrikt in hun eigen sporen. De uit een dode crocotta verwijderde ogen zijn gestreepte edelstenen die de toekomst voorspellen.